# Samim
Samim Winiger, mais conhecido simplesmente por Samim é um produtor musical e dj suíço-iraniano que tornou-se notório no verão de 2007 com o single Heater, que atingiu boas posições nas paradas musicais de vários países, mas mais especificamente o 6o lugar na Bélgica e na Holanda.

## Discografia

### Álbuns
- 2006 - Eternally Collapsing Object (EP)
- 2007 - Flow
- 2009 - Kook Kook

### Singles
- 2007 - "Do You See the Light?"
- 2007 - "Heater"
- 2008 - "The Lick"